# スティーブン・ブラッドバリー
スティーブン・ブラッドバリー（Steven Bradbury , 1973年10月14日 - ）は、オーストラリアのニューサウスウェールズ州シドニーのカムデン出身の元男子スピードスケート（ショートトラック）選手。
2002年に開催された2002年ソルトレークシティオリンピックの男子・ショートトラックスピードスケート1000mにおいて、数々の幸運な出来事の末に優勝を果たし金メダルを獲得したことで有名である。これは冬季オリンピックにおけるオーストラリア初そして南半球初の金メダルである。

## 経歴

### ソルトレークシティ五輪まで
ブラッドバリーは、1991年にシドニーで行われた世界ショートトラックスピードスケート選手権大会の5000mリレーで金メダルを獲得した。これは、オーストラリアがウィンタースポーツの世界選手権で獲得した初めての金メダルであった。世界チャンピオンとなったオーストラリアチームは1992年アルベールビルオリンピックに出場したが、準決勝で敗れた。ブラッドバリーも、チームの補欠選手であり個人種目にも出場は果たせなかった。1993年の世界ショートトラックスピードスケート選手権大会では銅メダルを獲得している。
1994年リレハンメルオリンピックではショートトラック男子5000mリレーオーストラリア代表の一員として初出場を果たし、準決勝では2位となり決勝に進出、決勝で3位となり銅メダルを獲得、オーストラリア初の冬季オリンピック・メダリストとなった。個人500ｍでは準決勝で敗れ、5〜8位決定戦で4位となり8位となった。1000ｍでは他の選手からも妨害され、結局24位に終わった。
1998年長野オリンピックでもリレーに出場したが8位、個人500m、1000mではそれぞれ19位、21位に終わった。
2002年ソルトレークシティオリンピックでブラッドバリーはショートトラック1000mに出場し、金メダルを獲得した。これは南半球の国では冬季オリンピックでの初の金メダルである。

### 金メダル獲得までの経緯
1回戦は、幸運にも同じ組の対戦相手にブラッドバリーよりも飛び抜けて速い選手がいなかったため接戦となり、ブラッドバリーが混戦を制して1位でゴールし準々決勝に進出した。
準々決勝は、アメリカのアポロ・アントン・オーノなど優勝候補らと同じ組となった。ブラッドバリーも後述の通り、先行逃げ切りを図るも体力が尽きてしまい、レース中盤から最下位（4位）に後退し追走する状況となったが、最終コーナー直前、日本の田村直也とカナダのマーク・ガニヨンが接触し、田村がコーナーの外側に大きくコースアウトして壁にぶつかり転倒したため、3位でゴールした。準々決勝では上位2人しか準決勝に進出できないため、本来ならブラッドバリーがここで敗退するところであった。ところが、審判がガニヨンと田村の接触について「ガニヨンが田村を妨害した」と判断し、2位でゴールしていたガニヨンが失格となった。そのため、繰り上がりでブラッドバリーが2位となり準決勝に進出した（田村も救済措置で準決勝に進出している）。後にブラッドバリーは、「あの時（準々決勝で）は先行逃げ切りを図ったけど、最後にバテてしまい他のみんなに置いてかれたんだ。」と語っている。
準決勝では、スタートから優勝候補たちの先頭集団に遅れを取り、終始最下位（5位）で追走するレース展開になったが残り半周付近で韓国の金東聖が転倒し、さらに最終コーナーを曲がり終える直前には中国の李佳軍とカナダのマシュー・ターコットがそれぞれ転倒した。ゴール直前に計3人が転倒したことにより、ブラッドバリーも2位でゴールした。さらにその後の審議で、1位でゴールしていた日本の寺尾悟が「ターコットを妨害して李も巻き込んで転倒させた」と判断され失格となったため、ブラッドバリーも結果1位となったため決勝に進出した。
決勝では、準決勝よりも大きく先頭集団に遅れを取り、再度スタートからレースの終盤まで最下位（5位）で追走する状況となり、後にブラッドバリーは「決勝では体が痛く、到底あのようなペースにはついていけなかったよ」と語っていた。しかし、ゴール直前の最終コーナーで前を走っていた4人の選手（オーノ、安賢洙、李佳軍、ターコット）が互いに接触し合い全員転倒したため、一人後方に居て難を逃れたブラッドバリーが転倒した4人を抜き、1位でゴールした。準々決勝以降、ブラッドバリーの前を走る選手がゴール直前で次々と転倒したり、あるいはブラッドバリーより先にゴールした選手が失格になったりするなど幾多の偶然と幸運が重なったことにより、ブラッドバリーは衝撃の金メダルを掴み取ることとなったのであった。なお、転倒したオーノとターコットはいち早く体勢を立て直したものの、脇を悠然とすり抜けるブラッドバリーには追いつけず、スライディングで足からゴールして2位・3位となった。

### 金メダル獲得後
金メダルを獲得したあとのインタビューでブラッドバリーは、「金メダルは1分半のこのレースで与えられたとは思っていない。10年間の苦労に対して天が与えてくれたと思うよ。」と語った。また、リップサービスとして「実は先頭集団のアクシデントを期待していた。そうしたら、本当に思わぬ事が起こったんだ。作戦通りだったね。」と語り取材陣の笑いを誘った。
ブラッドバリーの「苦闘」には、2つの命の危険のあった事故を乗り越えてきたことを含んでいる。1つは1994年のモントリオールでのレースで、ブラッドバリーも転倒の際に、他の選手のスケートの刃によって足を切ってしまった事で4リットルの血液を失い、111針を縫う怪我を負った。もう1つは、2000年9月にトレーニング中のアクシデントで首の骨を折り、以後6週間、ヘイロー装具（首を固定する医療機器）をつけて過ごすことになった出来事であった。
南半球では初めてとなる冬季五輪金メダルを獲得したため、オーストラリアではブラッドバリーのその功績を称えオーストラリア郵便公社から切手が発行され、パレードも行われたという。
オリンピック史上最高のラッキーボーイとして特集された。その際にインタビューにも答えており、メダリストとなったことで何が変わったかという質問には「とても有名になったよ。」と答えていた。
その後、ブラッドバリーは競技からの引退を表明し、2006年トリノオリンピックには出場しなかったがオーストラリアのチームリーダー、テレビ解説者として参加した。
引退後はフォーミュラ・Veeなどモータースポーツに参戦している。
現在は既婚者であり、現役時から勤務しているスケート靴製造会社の業務に専念している他、地元の消防団員としても活躍している。

## その他
金メダルを獲得するまでの経緯が上記のような勝ち上がり方だったため、オーストラリアの俗語として「漁夫の利を得る」「棚ぼたの勝利」「意図しなかったり普通では考えられない成功をなす」という意味で「ブラッドバリーする（"do a Bradbury"）」という言葉が生まれた。
日本の『勇者のスタジアム』や『ザ・ベストハウス123』という番組にも取り上げられ、さらにNHK教育テレビジョンの『ピタゴラスイッチ』のコーナー「○と△のしゅうだん」でその全経過が放送されたことがある。
オリンピックの公式サイトでも、「たなぼたの金」として取り上げられている。
前述の経緯でソルトレークシティオリンピックショートトラック1000m1回戦・準々決勝を勝ち上がったブラッドバリーと共に準決勝にて同じ組になった寺尾悟によると、この「棚ぼたの勝利」が一因となり、勝負に大きく関わる転倒が起きれば、公平性の観点から、たとえゴール直前でもレースを一旦止めた上で再度やり直しにさせることが国際スケート連盟のガイドラインにより定められているため、この様な珍事は無くなったとしている。

## 自伝
- "Steven Bradbury: Last Man Standing" by Gary Smart and Steven Bradbury: ISBN 0975728784, 2005.